# Microgastrins
Els microgastrins (Microgastrinae) són una subfamília d'himenòpters de la família dels bracònids, que inclou unes 2.000 espècies descrites, i un total estimat d'entre 5.000 i 10.000 espècies.

## Descripció i distribució
Els microgastrins son de mida petita, amb 18 segments antennals. La majoria de les espècies són negres o marrons, amb algunes amb més colors. Moltes d'aquestes espècies són suficientment semblants com per ser considerades espècies críptiques. Es poden trobar espècies d'aquesta subfamília a tot el món. Han estat confirmades 135 espècies de microgastrinae al Canadà, tot i que el nombre podria elevar-se a 275. Com a mínim s'han identificat 28 espècies a Turquia.

## Gèneres
Dins de la subfamília microgastrinae, es troben els següents gèneres:
- Alphomelon
- Apanteles
- Choeras
- Cotesia
- Dasylagon
- Deuterixys
- Diolcogaster
- Distatrix
- Dodogaster[11]
- Dolichogenidea
- Exoryza
- Fornicia
- Glyptapanteles
- Hypomicrogaster
- Microgaster
- Microplitis
- Miropotes
- Nyereria
- Parapanteles
- Paroplitis
- Pholetesor
- Prasmodon
- Promicrogaster
- Protomicroplitis
- Pseudapanteles
- Rhygoplitis
- Sathon
- Sendaphne
- Shireplitis
- Snellenius
- Venanides
- Venanus
- Wilkinsonellus
- Xanthomicrogaster